# USA:s Grand Prix 2015
USA:s Grand Prix 2015, officiellt 2015 Formula 1 United States Grand Prix, var en Formel 1-tävling som hölls den 25 oktober 2015 på Circuit of the Americas i Austin, USA. Det var den sjuttonde tävlingen av Formel 1-säsongen 2015 och kördes över 56 varv. Vinnare av loppet blev Lewis Hamilton för Mercedes, tvåa blev Nico Rosberg, även han för Mercedes, och trea blev Sebastian Vettel för Ferrari.

## Kvalet
| KR. | Nr | Förare            | Konstruktör          | Q1       | Q2       | Q3 | Grid |
| --- | -- | ----------------- | -------------------- | -------- | -------- | -- | ---- |
| 1   | 6  | Nico Rosberg      | Mercedes             | 1.56,671 | 1.56,824 | –1 | 1    |
| 2   | 44 | Lewis Hamilton    | Mercedes             | 1.56,871 | 1.56,929 | –1 | 2    |
| 3   | 3  | Daniel Ricciardo  | Red Bull-Renault     | 1.56,495 | 1.57,969 | –1 | 3    |
| 4   | 26 | Daniil Kvyat      | Red Bull-Renault     | 1.57,640 | 1.58,434 | –1 | 4    |
| 5   | 5  | Sebastian Vettel  | Ferrari              | 2.00,950 | 1.58,596 | –1 | 132  |
| 6   | 11 | Sergio Pérez      | Force India-Mercedes | 1.59,284 | 1.59,210 | –1 | 5    |
| 7   | 27 | Nico Hülkenberg   | Force India-Mercedes | 1.58,325 | 1.59,333 | –1 | 6    |
| 8   | 7  | Kimi Räikkönen    | Ferrari              | 1.58,198 | 1.59,703 | –1 | 18   |
| 9   | 19 | Felipe Massa      | Williams-Mercedes    | 2.00,902 | 1.59,999 | –1 | 7    |
| 10  | 33 | Max Verstappen    | Toro Rosso-Renault   | 1.58,689 | 2.00,199 | –1 | 8    |
| 11  | 14 | Fernando Alonso   | McLaren-Honda        | 1.59,704 | 2.00,265 |    | 9    |
| 12  | 77 | Valtteri Bottas   | Williams-Mercedes    | 1.59,569 | 2.00,334 |    | 163  |
| 13  | 8  | Romain Grosjean   | Lotus-Mercedes       | 2.00,236 | 2.00,595 |    | 10   |
| 14  | 22 | Jenson Button     | McLaren-Honda        | 2.00,261 | 2.01,193 |    | 11   |
| 15  | 13 | Pastor Maldonado  | Lotus-Mercedes       | 2.00,844 | 2.01,604 |    | 12   |
| 16  | 9  | Marcus Ericsson   | Sauber-Ferrari       | 2.02,212 |          |    | 14   |
| 17  | 12 | Felipe Nasr       | Sauber-Ferrari       | 2.03,194 |          |    | 15   |
| 18  | 53 | Alexander Rossi   | Marussia-Ferrari     | 2.04,176 |          |    | 17   |
| 19  | 28 | Will Stevens      | Marussia-Ferrari     | 2.04,526 |          |    | 194  |
| NC  | 55 | Carlos Sainz, Jr. | Toro Rosso-Renault   | 2.07,304 |          |    | 205  |

| Vidare från första kvalrundan ▬▬ Vidare från andra kvalrundan ▬▬ |

Noteringar:
- ^1  – På grund av kraftigt regn ställdes den tredje kvalomgången in och placeringarna från den andra kvalomgången gällde som slutresultat.
- ^2  – Sebastian Vettel och Kimi Räikkönen fick vardera tio platsers nedflyttning för att ha utfört ett otillåtet motorbyte.[1]
- ^3  – Valtteri Bottas fick fem platsers nedflyttning för att ha utfört ett otillåtet växellådsbyte.[2]
- ^4  – Will Stevens fick 20 platsers nedflyttning för diverse otillåtna byten av komponenter i motorenheten.[3]
- ^5  – Carlos Sainz, Jr. misslyckades att sätta en varvtid i kvalet. Han fick starta eftersom han fått dispens från domarna.

## Loppet
| Pos. | Nr | Förare            | Konstruktör          | Varv | Tid             | Grid | P  |
| ---- | -- | ----------------- | -------------------- | ---- | --------------- | ---- | -- |
| 1    | 44 | Lewis Hamilton    | Mercedes             | 56   | 1:50.52,703     | 2    | 25 |
| 2    | 6  | Nico Rosberg      | Mercedes             | 56   | +2,850          | 1    | 18 |
| 3    | 5  | Sebastian Vettel  | Ferrari              | 56   | +3,381          | 13   | 15 |
| 4    | 33 | Max Verstappen    | Toro Rosso-Renault   | 56   | +22,359         | 8    | 12 |
| 5    | 11 | Sergio Pérez      | Force India-Mercedes | 56   | +24,413         | 5    | 10 |
| 6    | 22 | Jenson Button     | McLaren-Honda        | 56   | +28,058         | 11   | 8  |
| 71   | 55 | Carlos Sainz, Jr. | Toro Rosso-Renault   | 56   | +30,619         | 20   | 6  |
| 8    | 13 | Pastor Maldonado  | Lotus-Mercedes       | 56   | +32,273         | 12   | 4  |
| 9    | 12 | Felipe Nasr       | Sauber-Ferrari       | 56   | +40,257         | 15   | 2  |
| 10   | 3  | Daniel Ricciardo  | Red Bull-Renault     | 56   | +53,571         | 3    | 1  |
| 11   | 14 | Fernando Alonso   | McLaren-Honda        | 56   | +54,816         | 9    |    |
| 12   | 53 | Alexander Rossi   | Marussia-Ferrari     | 56   | +1.15,277       | 17   |    |
| Ret  | 26 | Daniil Kvyat      | Red Bull-Renault     | 41   | Krasch          | 4    |    |
| Ret  | 27 | Nico Hülkenberg   | Force India-Mercedes | 35   | Kollisionsskada | 6    |    |
| Ret  | 9  | Marcus Ericsson   | Sauber-Ferrari       | 25   | Elektronik      | 14   |    |
| Ret  | 7  | Kimi Räikkönen    | Ferrari              | 25   | Bromsar         | 18   |    |
| Ret  | 19 | Felipe Massa      | Williams-Mercedes    | 23   | Upphängning     | 7    |    |
| Ret  | 8  | Romain Grosjean   | Lotus-Mercedes       | 10   | Bromsar         | 10   |    |
| Ret  | 77 | Valtteri Bottas   | Williams-Mercedes    | 5    | Upphängning     | 16   |    |
| Ret  | 28 | Will Stevens      | Marussia-Ferrari     | 1    | Kollisionsskada | 19   |    |

| Förare och stall som tog poäng ▬▬ |

Noteringar:
- ^1  – Carlos Sainz, Jr. fick fem sekunders tidstillägg för att ha kört för fort i depån.

## Ställning efter loppet
|   | Pos. | Förare           | Poäng |
| - | ---- | ---------------- | ----- |
| ▬ | 1    | Lewis Hamilton   | 327   |
| ▬ | 2    | Sebastian Vettel | 251   |
| ▬ | 3    | Nico Rosberg     | 247   |
| ▬ | 4    | Kimi Räikkönen   | 123   |
| ▬ | 5    | Valtteri Bottas  | 111   |

|   | Pos. | Konstruktör          | Poäng |
| - | ---- | -------------------- | ----- |
| ▬ | 1    | Mercedes             | 574   |
| ▬ | 2    | Ferrari              | 374   |
| ▬ | 3    | Williams-Mercedes    | 220   |
| ▬ | 4    | Red Bull-Renault     | 150   |
| ▬ | 5    | Force India-Mercedes | 102   |

- Notering: Endast de fem bästa placeringarna i vardera mästerskap finns med på listorna.